# Ier gouvernement régional des Açores
 (août 2025).
Si vous disposez d'ouvrages ou d'articles de référence ou si vous connaissez des sites web de qualité traitant du thème abordé ici, merci de compléter l'article en donnant les références utiles à sa vérifiabilité et en les liant à la section « Notes et références ».
Région autonome des Açores
 IIe
Le Ier gouvernement régional des Açores (en portugais : I Governo Regional dos Açores) est le gouvernement de la région autonome des Açores en fonction du 8 septembre 1976 au 20 octobre 1980 durant la première législature de l'Assemblée législative.

## Composition
| Portefeuille                                      | Titulaire | Titulaire                                                                    | Parti   |
| ------------------------------------------------- | --------- | ---------------------------------------------------------------------------- | ------- |
| Président du gouvernement régional (pt)           |           | Mota Amaral                                                                  | PPD/PSD |
| Secrétaire régional aux Finances                  |           | Raúl Gomes dos Santos                                                        | PPD/PSD |
| Secrétaire régional à l'Administration publique   |           | José Mendes Melo Alves (pt)                                                  | PPD/PSD |
| Secrétaire régional à l'Éducation et à la Culture |           | José Guilherme Reis Leite (pt)                                               | PPD/PSD |
| Secrétaire régional au Travail                    |           | António Gentil Lagarto                                                       | PPD/PSD |
| Secrétaire régional aux Affaires sociales         |           | Rui Manuel Miranda de Mesquita (pt) (jusqu'au 02/01/1979)                    | PPD/PSD |
| Secrétaire régional aux Affaires sociales         |           | Luís Artur de Figueiredo Falcão de Bettencourt (du 02/01/1979 au 17/09/1979) | PPD/PSD |
| Secrétaire régional aux Affaires sociales         |           | Maria de Fátima da Silva Oliveira (à partir du 17/09/1979)                   | PPD/PSD |
| Secrétaire régional à l'Agriculture et à la Pêche |           | Germano da Silva Domingos (pt) (jusqu'au 02/01/1979)                         | PPD/PSD |
| Secrétaire régional à l'Agriculture et à la Pêche |           | Ezequiel de Melo Moreira da Silva (à partir du 02/01/1979)                   | PPD/PSD |
| Secrétaire régional au Commerce et à l'Industrie  |           | António Manuel de Medeiros Ferreira (jusqu'au 01/10/1977)                    | PPD/PSD |
| Secrétaire régional au Commerce et à l'Industrie  |           | Américo Natalino Viveiros (pt) (à partir du 01/10/1977)                      | PPD/PSD |
| Secrétaire régional aux Transports et au Tourisme |           | José Pacheco de Almeida (pt) (jusqu'au 02/01/1979)                           | PPD/PSD |
| Secrétaire régional aux Transports et au Tourisme |           | Manuel António Meireles Martins Mota (du 02/01/1979 au 17/09/1979)           | PPD/PSD |
| Secrétaire régional aux Transports et au Tourisme |           | Alberto Romão Madruga da Costa (pt) (à partir du 17/09/1979)                 | PPD/PSD |
| Secrétaire régional à l'Équipement social         |           | João Bernardo Pacheco Rodrigues                                              | PPD/PSD |
| Secrétaire régional adjoint à la présidence       |           | José Gabriel Mendonça Correia da Cunha                                       | PPD/PSD |
| Sous-secrétaire régional adjoint à la présidence  |           | João Vasco da Luz Botelho de Paiva (jusqu'au 02/11/1977)                     | PPD/PSD |